# Bim Afolami

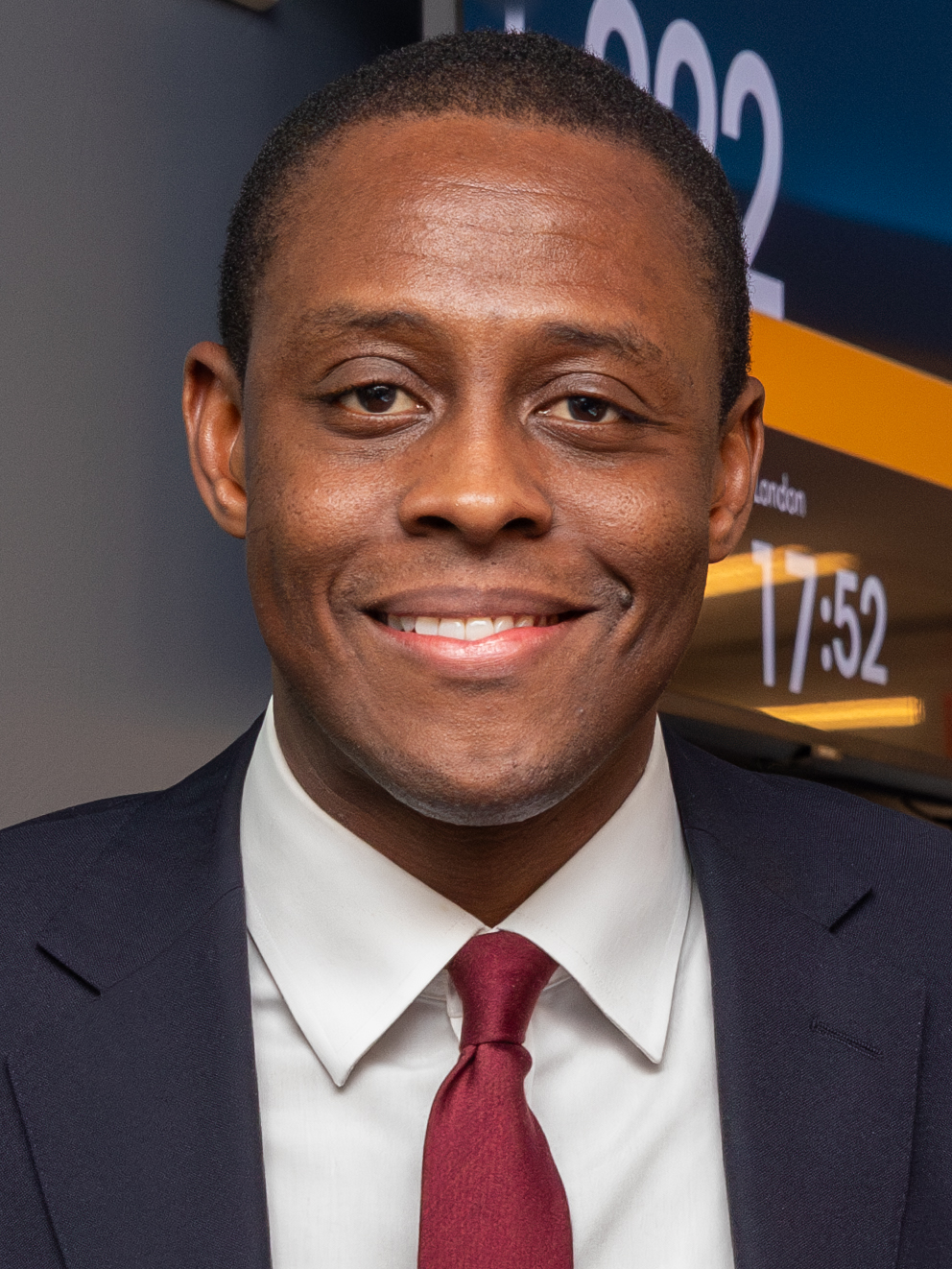
Bim Afolami (2024)

Abimbola „Bim“ Afolami MP (* 11. Februar 1986 in Crowthorne, Berkshire) ist ein britischer Politiker. Er gehört der Konservativen Partei an.
Seit 2017 vertritt er den Wahlkreis Hitchin and Harpenden in Hertfordshire im House of Commons. 

## Biographie
Afolami kam als Sohn des Arztes Samuel Afolami und dessen Frau Bassey Afolami in der zeremoniellen Grafschaft Berkshire zur Welt. Sein Vater stammt aus Nigeria. Ausgebildet wurde Afolami am Eton College und am University College in Oxford, wo er Moderne Geschichte studierte. Während dieser Zeit war er als Bibliothekar und Vizepräsident der Oxford Union tätig. Nach seiner Studienzeit arbeitete er als Rechtsanwalt in den Anwaltskanzleien Freshfields Bruckhaus Deringer, Simpson Thacher & Bartlett LLP und bei HSBC.
Afolami ist Vater von zwei Söhnen, gilt als Fußball- und Rugby-begeistert und ist Fan des FC Arsenal und des Vereines Northampton Saints. Afolami ist Mitglied der Royal Society of Arts.

## Politische Karriere
Als seine politischen Vorbilder nennt Afolami David Cameron, Rory Stewart und William Hague. Als zentrales Anliegen die Reform des britischen Bildungssystems.
Bei der Britischen Unterhauswahl 2015 trat Afolami als konservativer Kandidat im Wahlkreis Lewisham Deptford gegen die Abgeordnete Vicky Foxcroft der Labour Party an. Er erreichte jedoch nur 14,9 % der Wählerstimmen.
Vor der Britischen Unterhauswahl 2017 wurde Afolami als Kandidat der Conservative Party im Wahlkreis Hitchin and Harpenden ausgewählt und trat damit die Nachfolge des nicht mehr kandidierenden Abgeordneten Peter Lilley an. Afolami wurde mit 53,1 % der Wählerstimmen als Abgeordneter in das House of Commons gewählt.
Ursprünglich ein Gegner des EU-Austritt des Vereinigten Königreichs, setzte sich Afolami später für die Umsetzung des Ergebnisses des EU-Mitgliedschaftsreferendum im Vereinigten Königreich von 2016 ein. Er unterstützte sowohl die von Theresa May als auch von Boris Johnson ausgehandelten Austrittsabkommen. Seine erste Rede im Unterhaus (maiden speech) im Juni 2017 widmete er der Bildungspolitik.